# Eljigidey
Eljigidey (Eljigite, Eljigidei) fou kan del Kanat de Txagatai (1326-1329). Era fill de Duwa.
A la mort del seu germà Kebek el 1326, fou proclamat kan. Es va emcolicar en les lluites per la successió dins la dinastia mongola dels Yuan de la Xina del 1327 al 1328 i el seu amic Kusala fou entronitzat com a kakhan o gran kan mongol el 1328, però va morir de manera sospitosa al cap de poc. El nou emperador o gran kan Yuan, Tugh Temür, li va enviar a Naimantai, un descendent de Muqali, per aplacar la seva còlera, amb un segell imperial. Però poc després Eljigidey fou enderrocat pel seu germà Duwa Temür.